# Víctor Moreno Alcalá
Víctor Moreno Alcalá (Granada, 20 de marzo de 2005) es un futbolista español que juega como extremo en el Villarreal CF "B" de la Segunda División de España.

## Trayectoria
Nacido en Granada, se une al fútbol base del Villarreal CF en 2014 tras pasar por el Granada CF, UD Maracena y Atarfe Industrial CF. En julio de 2023, tras finalizar su formación, asciende al filial del club en la Segunda División, logrando debutar el 12 de agosto de 2023, en la primera jornada de liga, al entrar como suplente en los minutos finales de una derrota por 2-0 frente al Real Zaragoza.

## Selección nacional
Representó a España a nivel sub-17 y sub-18.

## Clubes
Actualizado al último partido disputado el 8 de diciembre de 2023.
| Club              | País   | Año       | Partidos | Goles |
| ----------------- | ------ | --------- | -------- | ----- |
| Villarreal CF "B" | España | 2023-act. | 6        | 0     |